# تمزخت (دار بن قريش)
تمزخت هو دُوَّار يقع بجماعة دار بن قريش، إقليم تطوان، جهة طنجة تطوان الحسيمة في المملكة المغربية. ينتمي الدوّار لمشيخة دار بن قريش التي تضم دوارين. يقدر عدد سكانه بـ 1547 نسمة حسب الإحصاء الرسمي للسكان والسكنى لسنة 2004.

## روابط خارجية
- البوابة الوطنية للجماعات الترابية نسخة محفوظة 12 مارس 2018 على موقع واي باك مشين.
- المندوبية السامية للتخطيط